# Classe Tennessee (incrociatore)
La classe Tennessee, composta da quattro unità, fu l'ultima classe di incrociatori corazzati costruiti dagli Stati Uniti d'America. Vennero completati nel 1908, all'alba dell'era navi con turbine a vapore, mentre come tutti gli incrociatori corazzati si trattava di navi con motori alternative a vapore e armati con armi di calibro diverso. La loro potenza era comunque tale che potevano competere con le navi da battaglia più vecchie, oltre che superarle in dimensioni e velocità.

## Struttura
La scelta progettuale per questo progetto molto potente e nell'insieme riuscito, era di privilegiare un elevato bordo libero, similmente alle unità francesi, mentre come al solito per l'epoca la prua aveva il ponte più corto dello scafo. L'alto bordo libero consentiva un buon livello di tenuta al mare, e l'utilizzabilità dell'armamento secondario in casematte in caso di mare grosso. Inoltre, la precisione di tiro di questi cannoni era molto migliore.
L'aspetto delle navi era dominato dall'albero a traliccio anteriore, seguito da un'imponente serie di fumaioli e da un albero tubolare a poppa, mentre lo scafo era almeno un ponte più alto di costruzioni coeve come la classe Minotaur britannica, e assieme alla scarsezza di oblò appariva particolarmente impressionante.
L'apparato propulsivo era basato su gruppi di motrici a triplice espansione, con 2 assi e 4 alti fumaioli, praticamente uguali tra di loro e tenuti stabili grazie a tiranti laterali, che consentivano di avere fumaioli molto alti ma ragionevolmente leggeri. Da notare, che le navi tedesche e francesi preferivano i 3 assi, ma in questo caso, a differenza che per lo scafo, venne seguito l'esempio inglese.

## Corazzatura
La corazzatura, in base ad una scelta progettuale precisa, era poco spessa, come massimi valori, eccetto che per le barbette e le torri, ma molto estesa, al punto che praticamente copriva tutta la fiancata centrale, e gran parte di quella anteriore e posteriore. Questo spiega la scarsità di oblò.
La corazza principale si estendeva, verticalmente, tra la cintura e le casematte del ponte, che erano copribili con portelli corazzati per proteggerle totalmente se necessario. L'estensione della cintura da 127 mm partiva da prima della torre prodiera e finiva dietro quella poppiera, mentre alle estremità vi era uno spessore ridotto a 76 mm, ma con una intercapedine piena d'acqua, spessa 0,91 m.

## Armamento
L'armamento era costituito da cannoni 10"/40 (254mm) Mark 3, si trattava degli ultimi cannoni da 10 pollici prodotti per l'US Navy, e potevano avvantaggiarsi della nuova tecnologia della polvere senza fumo, la quale migliorò sia la visibilità che la potenza delle armi. Pesanti 75 tonnellate l'uno, in installazioni binate da 275 ton a prua e a poppa, erano capaci di sparare 2-3 colpi al minuto da 231 kg e di perforare, con le munizioni migliorate, 250mm, a 10 km circa, ovvero quanto bastava per le navi da battaglia dell'epoca. Tuttavia, l'alzo limitato a appena 14 gradi limitava la gittata a circa 18 km.
I cannoni da 152 erano probabilmente 6"/50 Mark 8, con gittata di 13 km, anche qui ridotta soprattutto dall'alzo limitato, proiettili da 47 kg e cadenza di 6 colpi/minuto, perforando con i proietti AP circa 101 mm a 5500 metri. Essi erano disposti in barbette sulle fiancate, 6 per lato, e 4 su casematte sopra il ponte.
I cannoni da 3"/50 (76,2 mm), 22 in tutto, davano una potente capacità di difesa ravvicinata dalle torpediniere, in opposizione ai Minotaur inglesi coevi, che non avevano tale armamento e che soffrivano anche di una peggiore tenuta al mare, ovvero erano nel complesso unità inferiori, seppure potenti.

## Servizio

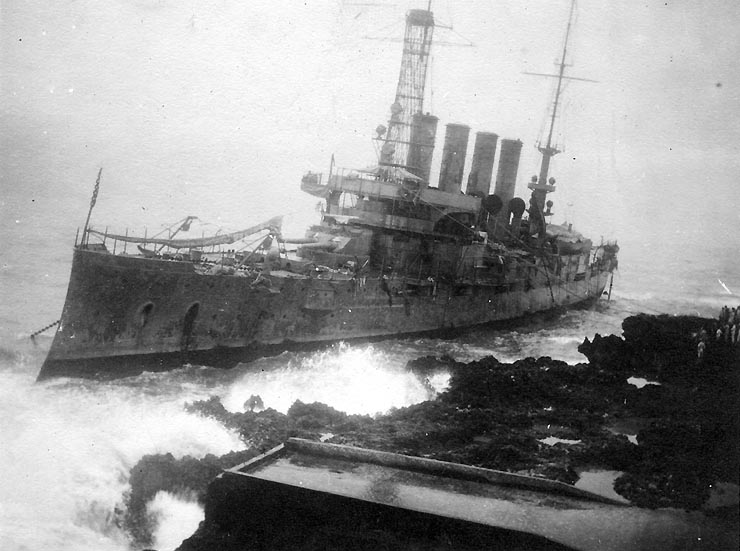
La Tennessee il giorno dopo il naufragio

Le 4 navi ordinate vennero chiamate Tennessee, Washington, North Carolina e Montana, ma successivamente vennero ribattezzate Memphis, Seattle, Charlotte e Missuola, mutando cioè i nomi da quelli di stati a quelli di città, poiché lo standard dell'US Navy divenne presto quello di dare nomi di stati alle corazzate e di città agli incrociatori.
Il loro servizio fu relativamente tranquillo, ma merita di essere menzionata la perdita della Tennessee/Memphis, travolta da una serie di paurose ondate anomale, che il 29 agosto 1916 la sorpresero in un ancoraggio nel golfo del Messico; nonostante le sue 15.000 tonnellate, venne fracassata contro la costa.